# Podgaj (gmina Srebrenica)
Podgaj (cyr. Подгај) – wieś w Bośni i Hercegowinie, w Republice Serbskiej, w gminie Srebrenica. W 2013 roku liczyła 140 mieszkańców.